# Love Is Blind
Love Is Blind (англ. Любовь слепа) — песня литовского певца Донни Монтелла, представлявшего Литву на «Евровидении-2012». С этой песней Донни выиграл национальный отбор «Eurovizija atranka Lietuvoje» и отправился на Евровидение в Баку, где занял 3-е место в полуфинале (рекорд Литвы на Евровидении) и 14-е место в финале (лучшее выступление Литвы после Евровидения-2006.
Песня также была записана на русском языке «Любовь дана», а также на грузинском («Дабрунди чентам») и литовском языках («Nenuleisk akių»).